# 名古屋市立楠小学校
名古屋市立楠小学校（なごやしりつ くすのきしょうがっこう）は、愛知県名古屋市北区池花町にある公立小学校。

## 概要
当校卒業生は名古屋市立楠中学校に進学する。

## 歴史
明治維新により成立した新政府は近代教育機関として小学校を各地に設置することを企図し、従来の寺子屋を全廃する方針を立てたものの果たされず、愛知県においては従来の寺子屋を「義校」の名とし、初等教育機関としての形式を整える方針へと舵を切ることとなった。
春日井郡味鋺村には1873年（明治6年）西方寺境内において味鋺義校が、如意村には同年5月鶏足坊において如意義校がそれぞれ設立された。この2つの義校が名古屋市立楠小学校の前身である。
味鋺義校は翌年4月、隣村の味鋺原村（現春日井市味美）日輪寺に移り、同村との共同による春日井郡第2中学区第53番小学興進学校へと改組された。1876年（明治9年）11月には味鋺村字伊勢山の官有林に興進学校味鋺分校が成った。1880年（明治13年）には味鋺村および味鋺原村が所属していた春日井郡が東西に分割されることとなりそれぞれ所属を違うことになったため、分校は第28番小学味鋺学校として独立することとなった。味鋺学校は1887年（明治20年）4月に学区の再編に伴い如意学校へ併合されたが、翌年7月には如意学校味鋺分校として再び独立している。1892年（明治25年）8月15日、如意学校味鋺分校は味鋺村立味鋺尋常小学校と改称し、名実ともに独立することとなった。1900年（明治33年）には校地を移転し、校舎を新築した。

### 沿革
- 1907年（明治40年）3月23日 - 如意・味鋺の両尋常小学校の合併により、楠尋常小学校として創立される[7]。旧如意を本校、旧味鋺を仮教場として引き続き使用[7]。
- 1908年（明治41年）7年 - 校章として、校名の「楠」にちなみ、楠木氏の家紋である「菊水」を模したものを制定する[8]。
- 1909年（明治42年）4月 - 児童増加に伴い、大字味鋺の西方寺を分教場として借用する[8]。
- 1910年（明治43年）2月 - 味鋺仮教場の拡張により、西方寺分教場を廃止[8]。
- 1911年（明治44年）4月 - 西方寺分教場を再開[8]。
- 1912年（明治45年） - 7月より大字如意神明山9・10番地において新校舎建設を開始するが、同年9月の暴風雨により建設中に全壊する[8]。
- 1914年（大正3年）1月 - 高等科併設により、楠尋常高等小学校と改称する[8]。
- 1914年（大正3年）3月 - 新校舎の完成により、旧如意から移転[8]。ただし、旧味鋺は引き続き旧校舎で授業が行われる[8]。
- 1915年（大正4年）10月26日 - 分教場および仮教場の廃止により、本校舎に統合される[8]。
- 1941年（昭和16年） - 国民学校令公布に伴い、楠国民学校と改称[9]。また、校舎が大字味鋺字石田2182番地に移転する[8]。
- 1947年（昭和22年）4月 - 教育基本法公布に伴い、楠小学校と改称[10]。
- 1955年（昭和30年） - 小牧空港拡張に伴う、国庫負担による校舎防音工事が完成する[11]。

### 歴代校長
年月は着任を示す
1. 1907年（明治40年）3月 - 水野博夫[12]
2. 1910年（明治43年）9月 - 伊藤景美[12]
3. 1914年（大正3年）4月 - 足立宝一[12]
4. 1917年（大正6年）6月 - 佐藤健次郎[12]
5. 1919年（大正8年）5月 - 渡辺東誉[12]
6. 1923年（大正12年）9月 - 水野小治郎[12]
7. 1925年（大正14年）3月 - 大野録郎[12]
8. 1929年（昭和4年）3月 - 小川要[12]
9. 1930年（昭和5年）5月 - 鈴木錚一[12]
10. 1935年（昭和10年）3月 - 安藤梅次郎[12]
11. 1937年（昭和12年）3月 - 水野茂[12]
12. 1943年（昭和18年）5月 - 白井幸作[12]
13. 1946年（昭和21年）3月 - 松岡豊後[12]
14. 1947年（昭和22年）10月 - 長谷川雅喜[12]
15. 1949年（昭和24年）1月 - 田島惣作[12]
16. 1950年（昭和25年）9月 - 小塚浦吉[13]
17. 1953年（昭和28年）3月 - 酒井育三[13]

- 2014年(平成26年)4月 - 河合勉
- 2015年（平成27年）4月 - 浅井孝典[新聞 1]

### 児童数の変遷
『愛知県小中学校誌』（2018年）によると、児童数の変遷は以下の通りである。
| 1947年（昭和22年） | 481人  |  |
| 1957年（昭和32年） | 1088人 |  |
| 1967年（昭和42年） | 942人  |  |
| 1977年（昭和52年） | 1406人 |  |
| 1987年（昭和62年） | 752人  |  |
| 1997年（平成9年）  | 682人  |  |
| 2007年（平成19年） | 862人  |  |
| 2017年（平成29年） | 768人  |  |

## 部活動
- 野球部[WEB 1]
- ソフトボール部[WEB 1]
- サッカー部[WEB 1]
- バスケットボール部[WEB 1]

## 通学区域
所管する名古屋市教育委員会は、2018年（平成30年）9月1日現在、北区のうち、池花町・楠一丁目・同三丁目・同五丁目・五反田町・三軒町・苗田町・如意一丁目・同二丁目・如来町・若鶴町の全域および楠二丁目・同四丁目・如意五丁目・丸新町の各一部を通学区域として指定している。
また、卒業後の進学先は名古屋市立楠中学校となっている。

## アクセス
- 名古屋市営バス 「池花町」バス停にて下車、徒歩約5分

### WEB
1. 1 2 3 4  “部活動”.   名古屋市立楠小学校. 2015年3月29日閲覧。
2. ↑  名古屋市教育委員会事務局総務部教育環境計画室計画係 (2018年9月1日). “名古屋市立小・中学校の通学区域一覧（北区）” (PDF).   名古屋市. 2018年11月15日閲覧。
3. ↑  名古屋市教育委員会事務局総務部教育環境計画室計画係 (2018年4月1日). “名古屋市立中学校区一覧（小→中）” (PDF).   名古屋市. 2018年11月14日閲覧。

### 新聞
1. ↑  “名古屋市の教職員異動 校長・園長” (日本語). 中日新聞朝刊市民版・なごや東版:  p. 1. (2015年3月29日)

### 文献
1. ↑  名古屋市楠町誌編纂委員会 1957, pp. 298–299.
2. ↑  名古屋市楠町誌編纂委員会 1957, p. 299.
3. ↑  名古屋市楠町誌編纂委員会 1957, p. 304.
4. 1 2 3 4  名古屋市楠町誌編纂委員会 1957, p. 300.
5. ↑  名古屋市楠町誌編纂委員会 1957, p. 301.
6. ↑  名古屋市楠町誌編纂委員会 1957, p. 302.
7. 1 2  名古屋市楠町誌編纂委員会 1957, p. 308.
8. 1 2 3 4 5 6 7 8 9 10  名古屋市楠町誌編纂委員会 1957, p. 309.
9. ↑  名古屋市楠町誌編纂委員会 1957, p. 311.
10. ↑  名古屋市楠町誌編纂委員会 1955, p. 318.
11. ↑  名古屋市楠町誌編纂委員会 1957, p. 318.
12. 1 2 3 4 5 6 7 8 9 10 11 12 13 14 15  名古屋市楠町誌編纂委員会 1957, p. 322.
13. 1 2  名古屋市楠町誌編纂委員会 1957, p. 323.
14. ↑  六三制教育七十周年記念 愛知県小中学校誌 合同記念誌編集特別委員会 2018, p. 179.

## 文献案内
- 名古屋市立楠小学校 編『わたしたちの町くすのき』名古屋市立楠小学校、1957年。
- 名古屋市立楠小学校 編『開学百年楠』名古屋市立楠小学校、1973年。
- 名古屋市立楠小学校 編『くすのき 創立120周年記念』名古屋市立楠小学校、1993年3月。